# Cẩu An
Cẩu An (chữ Hán:苟安; bính âm: Gou An) là một nhân vật hư cấu trong tiểu thuyết Tam Quốc diễn nghĩa của nhà văn La Quán Trung, theo đó, Cẩu An là thân tín của Lý Nghiêm, được giữ chức Đô Úy, đây là một nhân vật đóng vai trò quan trọng trong việc làm thất bại cuộc Bắc phạt lần thứ ba của Gia Cát Lượng.

## Bị xử phạt
Trong cuộc chiến Bắc phạt, quân Thục phải hành quân vào đất Ngụy xa xôi nên việc vận tải lương thảo vô cùng khó khăn, chính vì vậy việc tải lương có ý nghĩa rất lớn với quân Thục. Cẩu An được Lý Nghiêm giao nhiệm vụ tải lương từ thành Vĩnh An đến trại quân Thục ở Ngụy, nhưng Cẩu An hay rượu, chè bê tha nên đi đường chậm trễ, sai hẹn mất mười ngày theo kế hoạch đã đề ra. Điều đó làm Gia Cát Lượng hoàn toàn không hài lòng và đòi chém vì "trong quân ta, lương thực là việc lớn, sai hẹn ba hôm, tội cũng đã nên chém, nay sai hẹn mất mười hôm, còn cãi sao được". May là có Dương Nghi xin can vì biết Cẩu An là người của Lý Nghiêm, mà tiền lương lại ở Tây Xuyên nhiều và nếu giết anh này thì sau này không ai dám đưa lương thực đến nữa. Gia Cát Lượng tha tội chết nhưng ra lệnh đánh tám mươi trượng rồi đuổi đi.

## Phản bội
Cẩu An bị đòn, trong lòng tức giận, ngay đêm ấy dẫn năm sáu người tùy thân, đến trại Ngụy đầu hàng. Tư Mã Ý nhân cơ hội chiêu nạp và hứa hẹn với Cẩu An sẽ tâu lên vua phong làm thượng tướng với điều kiện Cẩu An phải cất công trở lại Thục, về tận Thành Đô và phao tin Gia Cát Lương làm phản. Cẩu An đã hoàn thành thắng lợi nhiệm vụ mà Tư Mã Ý giao cho, Lưu Thiện quá ngu dốt và cả tin nên đã triệu Gia Cát Lượng về. Gia Cát Lương phải bỏ dỡ cuộc bắc phạt để về giải trình. Tư Mã Ý biết được Cẩu An về thi hành mẹo của mình, chỉ chực quân Thục rút về thì đuổi đánh nhưng bị Gia Cát Lượng dùng kế tăng bếp để lừa Tư Mã Ý thành công, rút quân về nước an toàn. Gia Cát Lương sau khi về triều đã báo cáo sự việc và liền đòi hết các hoạn quan ra tra hỏi, bấy giờ mới biết là tên Cẩu An phao tin, vội cho đi bắt thì Cẩu An đã trốn sang Ngụy.